# A Voz de Vilalba
A Voz da Vilalba foi um jornal editado em Vilalba (Lugo) entre 1983 e 1986. Foi vinte e sete e vários números especiais, e uma tiragem média de quinhentas cópias. Chegou a ter entre os seus assinantes, personagens tão importantes como o galeguista Ramón Piñeiro, o historiador Ramón Villares, o político Manuel Fraga Iribarne, o jogador do Deportivo da Corunha Vincente Celeiro ou o Cardeal Antonio Maria Rouco Varela.
Em 2007, a Universidade Rey Juan Carlos de Madrid e o Instituto de Estudos Chairegos, de Vilalba, trouxeron à luz, com o patrocínio da Consellería de Inovação e Indústria da Xunta de Galiza e da Sociedade de Xestión do Xacobeo, a edição completa em fac-símile do jornal. O volume, com prefácio de Ramon Villares, presidente do Conselho da Cultura Galega, e introduzido pelo professor e presidente do Iescha, Jose Luis-Novo Cazón, contém um exaustivo estudo introdutório elaborado pelo Professor Felipe R. Debasa Navalpotro, da URJC, o filósofo Anton Baamonde, o adjunto Xosé Barcia Gonzalez e os ex-editores da publicação, Moncho Paz, Paulo Naseiro e Mario Paz González.

## História
A data da sua fundação (29 de junho de 1983) quase coincide com a aprovação no Parlamento de Galiza da Lei sobre a Padronização Lingüística, que teve lugar no mesmo mês, alguns dias antes, ou seja, em 15 de junho. Esta informação não é uma coincidência se tivermos em conta que, desde o momento do seu aparecimento, A Voz de Vilalba se tornaria um símbolo, entre outros, da forma como o uso de uma linguagem padronizada pode ser alargado a todas as áreas da vida quotidiana, e não apenas confinado, em uma maneira diglósico, numa área exclusivamente ligada ao tradicional.
Á consolidação desta publicação como um pequeno marco na tarefa de construção de um ambiente cultural favorável e uma identidade própria e necessária para a Comunidade galega nesses anos de transição política, contribuiu, sem dúvida, a Exposição de Prensa Mundial organizada pelos seus autores, em colaboração com o coruñés Xosé Sanchez Dominguez, no Verão de 1985 que atingiu um enorme impacto facéndose eco dela vários meios galegos.
Note-se, como dado de interesse, que os três fundadores do jornal (Moncho Paz, Paulo Naseiro e Mario Paz González) tiveram em 1983 apenas onze e doze anos, inusitada precocidade que os converte, nas palavras do professor da Universidade Rei Juan Carlos, de Madrid, Felipe R. Debasa, en "provavelmente os mais jovens editores da Biblioteca Nacional de Espanha." Em 2008, vinte e cinco anos após o nascimento do jornal, ele recuperou o seu espírito através das novas tecnologias em toda uma página web (www.avozdevilalba.com), que manteve a ânsia de informar e a defesa da liberdade de expressão que sempre caracterizou a publicação.